# Donje Primišlje
Donje Primišlje – wieś w Chorwacji, w żupanii karlowackiej, w mieście Slunj. W 2011 roku liczyła 35 mieszkańców.